# Paradecta valida
Paradecta valida là một loài nhện trong họ Salticidae.
Loài này thuộc chi Paradecta. Paradecta valida được Elizabeth Bangs Bryant miêu tả năm 1950.